# Fataunços e Figueiredo das Donas
Fataunços e Figueiredo das Donas (llamada oficialmente União das Freguesias de Fataunços e Figueiredo das Donas) es una freguesia portuguesa del municipio de Vouzela, distrito de Viseo.

## Historia
Fue creada el 28 de enero de 2013 en aplicación de una resolución de la Asamblea de la República de Portugal promulgada el 16 de enero de 2013 con la unión de las freguesias de Fataunços y Figueiredo das Donas, pasando su sede a estar situada en la antigua freguesia de Fataunços.

## Demografía
| Gráfica de evolución demográfica de Fataunços e Figuereido das Donas entre 2011 y 2021 |
|                                                                                        |
| Datos según el nomenclátor publicado por el INE portugués.                             |